# Reginald de Sully
Reginald de Sully (fl. 1091) fue un caballero anglonormando, señor de Sully. Fue uno de los doce caballeros de Glamorgan que acompañaron a Robert FitzHamon durante la conquista normanda de Gales. Una vez consolidada la situación en Glamorgan, FitzHamon dividió la tierra entre sus seguidores, dando a Reginald en señorío y castillo de Sully. Reginald otorgó muchas tierras en feudo franco a sus hombres y llegó a ser un hombre rico y popular. Tenía en Sully, además de su castillo, una casa señorial donde vivió la mayor parte de su tiempo. El linaje de Sully no fue muy próspero pues la línea masculina murió durante el reinado de Eduardo I de Inglaterra. La última heredera se casó con Sir Thomas de Avan, descendiente de Iestyn ap Gwrgant, rey de Glamorgan derrotado por los normandos durante la conquista.